# Junonia paris
Junonia paris är en fjärilsart som beskrevs av Henry Trimen 1887. Junonia paris ingår i släktet Junonia och familjen praktfjärilar. Inga underarter finns listade i Catalogue of Life.